# رباح جنادی
رباح جنادی (انگلیسی: Rabah Djenadi؛ زادهٔ ۳ ژوئن ۱۹۵۹) بازیکن فوتبال اهل الجزایر بود.
از باشگاه‌هایی که در آن بازی کرده‌است می‌توان به باشگاه فوتبال القبائل اشاره کرد.
وی همچنین در تیم ملی فوتبال الجزایر بازی کرده‌است.